# Santa María Texmelucan
Santa María Texmelucan es una localidad perteneciente al municipio de Tlahuapan en el estado de Puebla. Cuenta con una población total de 4251 habitantes de acuerdo al último censo del INEGI en 2020. Se encuentra a una altitud media de 2.479 m s. n. m. También tiene población indígena.
El significado del toponímico Texmelucan o Tezmollocan es el siguiente: Tetzmull-lu- can o tezmolocan quiere decir “lugar lleno de encinas pequeñas” ya que la comunidad se encuentra en la parte baja del volcán Iztaccíhuatl.
Tras la llegada de los españoles a la población se le dio el nombre de Santa María Nativitas, para tiempo después recobrar el toponímico de Texmelucan, que ya era usado por la congregación española de San Martín.

## Fiestas patronales o Feria del pueblo
Se festeja la Natividad de la Virgen María del 8 al 9 de septiembre, con una misa a la virgen María, y una feria en su plaza, así como la quema de un castillo de juegos pirotécnicos.Los habitantes del pueblo ofrecen comida típica del lugar (mole, arroz y en ocasiones las tradicionales carnitas) para los que asisten cada año a la feria del poblado.
Este poblado en Semana Santa acostumbra a hacer una procesión donde sacan las imágenes a dar un recorrido por todo el pueblo durante aproximadamente 12 horas. En un horario aproximado de las 20:00 horas a las 10:00 horas del siguiente día.